# Bánokszentgyörgy
Bánokszentgyörgy è un comune dell'Ungheria di 705 abitanti (dati 2001). È situato nella contea di Zala.